# Humlehuse Station
Humlehuse Station er en letbanestation i Aarhus beliggende nær forstaden Skejby. Stationen består af to spor med hver sin sideliggende perron og ligger, hvor letbanen krydser Humlehusvej. Ved anlæggelsen består omgivelserne hovedsageligt af marker og enkelte bygninger. Områderne på begge sider af letbanen er imidlertid udlagt til byudvikling med henblik på erhvervsbyggeri. Derudover er der blevet anlagt en supercykelsti sammen og parallelt med letbanen.
Strækningen mellem Universitetshospitalet og Lisbjerg, hvor stationen ligger, var forventet åbnet i december 2017. På grund af manglende sikkerhedsgodkendelse blev åbningen imidlertid udskudt på ubestemt tid. I stedet åbnede strækningen for driften 25. august 2018, efter at de nødvendige godkendelser forelå.